# NGC 7486
NGC 7486 ist ein Doppelstern im Sternbild Pegasus. Das Objekt wurde am 25. August 1871 von Ralph Copeland entdeckt und fälschlicherweise in den NGC-Katalog aufgenommen.